# Affile
Affile település Olaszországban, Lazio régióban, Róma megyében. Lakosainak száma 1432 fő (2023. január 1.). Affile Arcinazzo Romano, Bellegra, Rocca Santo Stefano, Roiate és Subiaco községekkel határos.

## Népesség
A település népességének változása:
| Lakosok száma | 1520 | 1502 | 1432 |
|               | 2017 | 2018 | 2023 |